# Почётный королевский паж

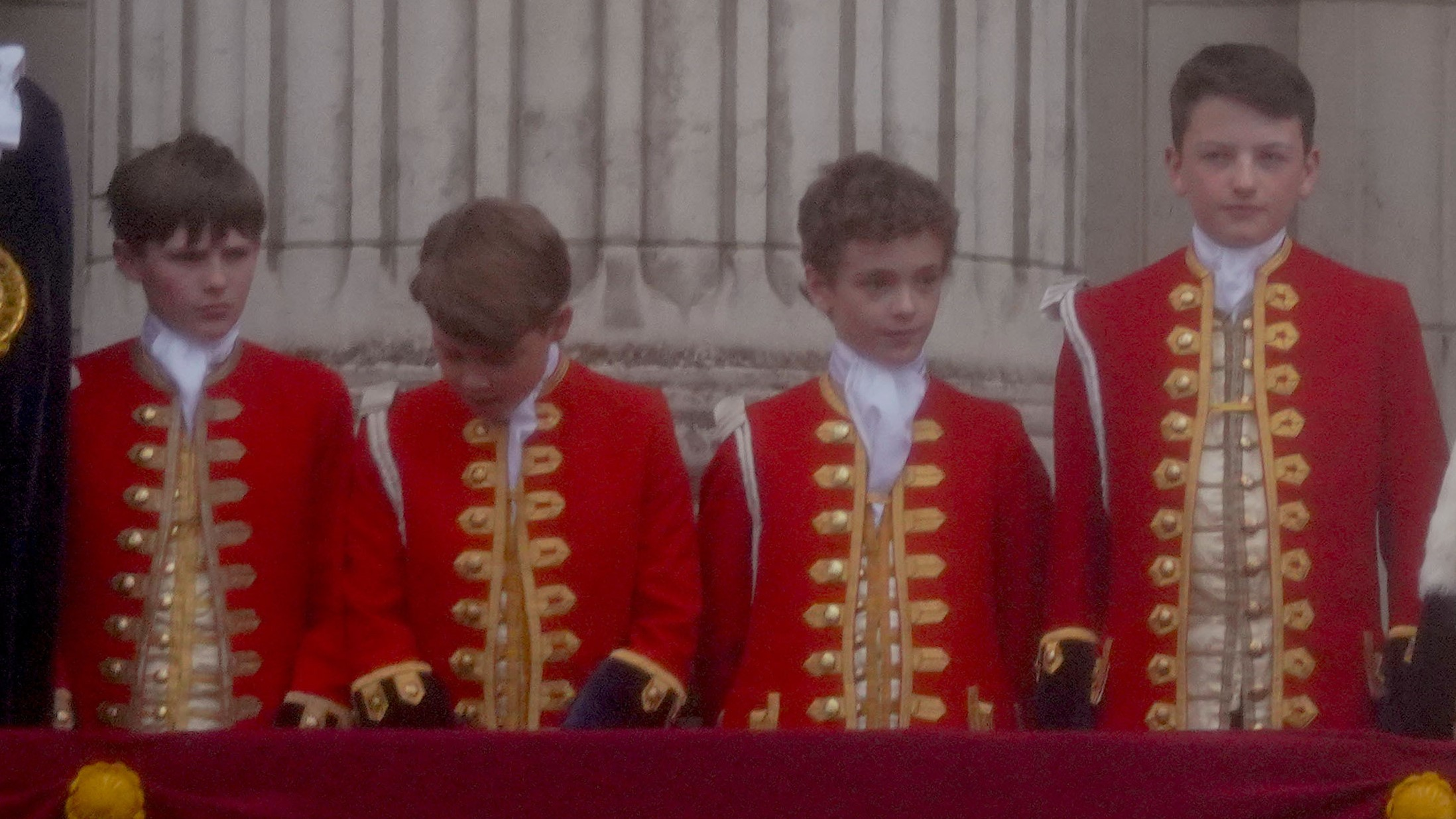
Почётные королевские пажи на балконе Букингемского дворца после церемонии коронации в 2023 году

Почётный королевский паж или почётный паж (англ. Page of Honour) — церемониальная должность при королевском дворе Великобритании. Хотя паж является слугой сравнительно низкого ранга, почётный паж является церемониальным постом при королевском дворе суверена Великобритании. Это требует присутствия на торжественных событиях, но в настоящее время не включает ежедневные обязанности, которые были когда-то прикреплены к должности пажа. Единственная физическая нагрузка участвовать, как правило, в процессиях неся длинный шлейф платья королевы.
Обычно этот знак отличия предоставляется молодым людям, находящимся в возрасте от двенадцати до девятнадцати лет, сыновьям аристократии и дворянства, и особенно старшим членам королевского двора. Почётные пажи исполняют определённую роль на коронации британских монархов, церемонии государственного открытия сессии парламента и других церемониях.

## Ливрея
Почётные королевские пажи в Англии носят алый сюртук с золотой отделкой, белый атласный жилет, белые бриджи и чулки, белые перчатки, чёрные с пряжками туфли и кружевной галстук с оборками. Шпагу также носят с нарядом и также предусмотрена треугольная шляпа с перьями. В Шотландии наряд идентичен, но в зелёном, а не алом (как видно периодически на службе Ордена Чертополоха в Эдинбурге). В Ирландии, когда почётные королевские пажи сопровождали короля, они носили точно такую же униформу, как и при английском дворе, за исключением того, что она была синего цвета Святого Патрика с серебряными галунами.
На коронации, пэры, которые несут регалии в коронационной процессии (и другие с определёнными ролями на службе), как ожидается, имеют своих пажей при исполнении своих обязанностей. Этим пажам указано носить «одеяния по той же схеме, как носят почётные королевские пажи, но ливреи у них цветов лордов которых они сопровождают... [исключением того, что] ... Королевские ливреи являются алыми и золотыми, использование такого сочетания цветов ограничивается почётными королевскими пажами, а в случае если цвета пэра алый и золотой, то для алого возможны некоторые варианты, которые следует использовать, такие как багровый или бордовый».

## Почётные королевские пажи

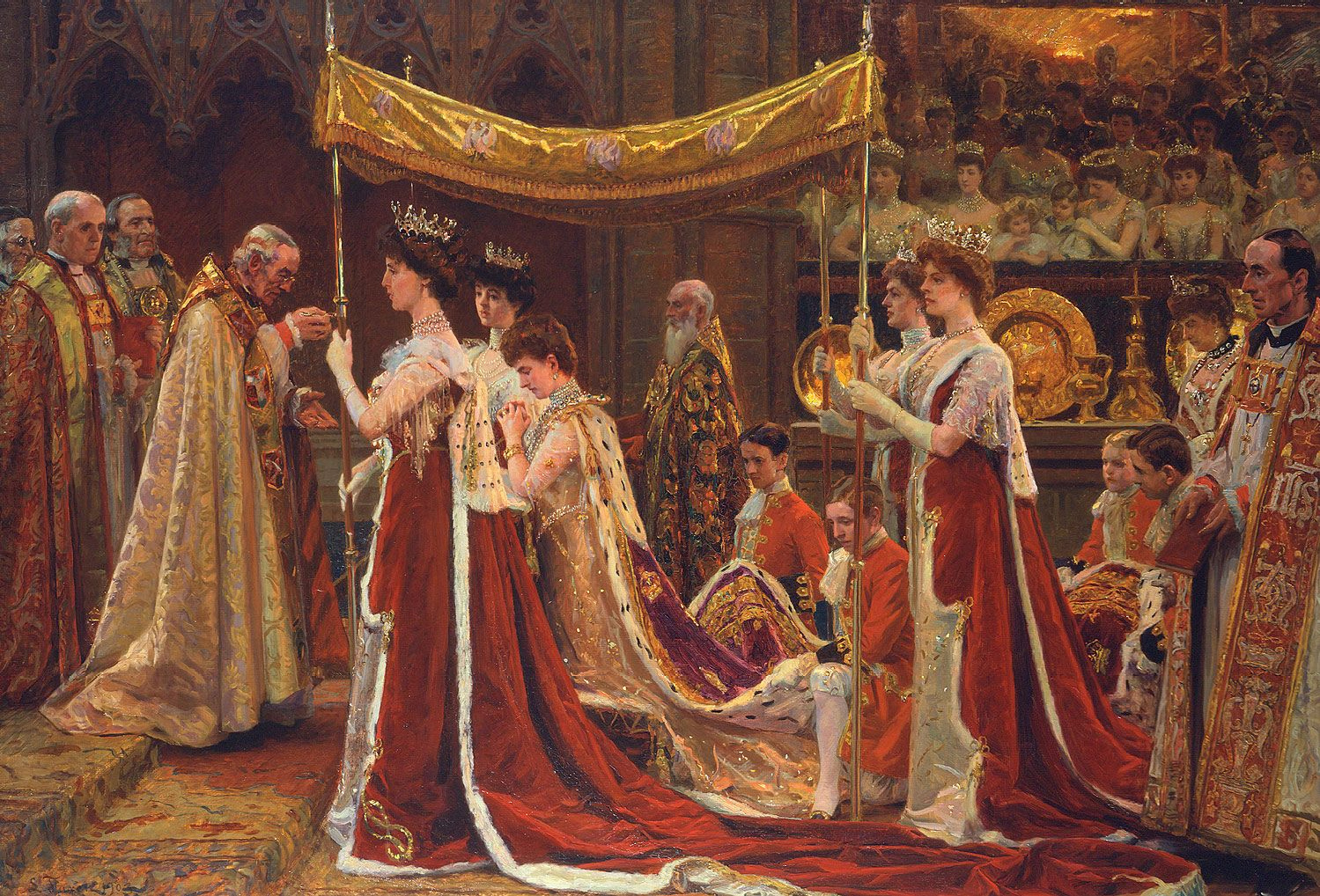
Почётные королевские пажи несут шлейф королевы Александры во время её помазания на коронации Эдуарда VII, изображенного на картине Лаурица Туксена.

### Карл II
- 1661–1662: Бевил Скелтон;
- 1661–1669: Джон Непер;
- 1662–1668: Сидней Годольфин;
- 1664–1665: Руперт Диллон;
- 1665–?: Томас Фельтон;
- 1668–1678: Джон Беркли;
- 1668–1676: Уильям Легг;
- 1670: Чарльз Уиндем;
- 1671–1685: Роберт Киллигрю;
- 1671–1685: Обри Портер;
- 1673–1678: Джон Прайдокс;
- 1674–1678: Генри Рот;
- 1678–1685: Томас Палтни;
- 1680–1685: Саттон Оглторп;
- 1681–1685: Чарльз Скелтон.

### Яков II
- 1685: Томас Виндзор;
- 1685: Рейнольд Грэм;
- 1685: Джеймс Левинстон.

### Вильгельм III
- 1689–?: Николас Нидем;
- 1689–1690: Арнольд ван Кеппель;
- 1689–1702: Чарльз Дормер;
- 1690–1695: Мэттью Харви;
- 1690–1693: Эрнст Иттерсам;
- 1692–1697: Кэрью Раули;
- 1693–1697: Джордж Филдинг;
- 1695–1702: Томас Гаррисон;
- 1697–1702: Уильям Кольт;
- 1697–1702: Роберт Рич;
- 1697–1702: Аллан Уэнтворт;
- ?–1702: Джон Брокхьюзен.

### Анна
| Первый почётный паж - 1702–1707: достопочтенный Джон Эгертон; - 1707–1714: достопочтенный Ричард Арундел. | Второй почётный паж - 1702–1709: Роберт Блант; - 1709–1714: Джон Мордаунт. | Третий почётный паж - 1702–1708: Джон Гоф; - 1708–1712: Чарльз Хеджес; - 1712–1714: Томас Мюррей. | Четвёртый почётный паж - 1702–1710: достопочтенный Генри Беркли; - 1710–1714: Джон Хэмпден. |

### Георг I
| Первый почётный паж - 1714–1727: Гилдфорд Киллигрю. | Второй почётный паж - 1714–1718: Джон Мордаунт; - 1718–1721: Эмануэль Хау; - 1721–1727: Арчибальд Кармайкл. | Третий почётный паж - 1714–1724: Томас Мюррей; - 1724–1727: сэр Уильям Ирби, баронет. | Четвёртый почётный паж - 1714–1724: Томас Бладуорт; - 1724–1727: Уолтер Вилльерс; - 1727: Генри Ньютон. |

### Георг II
| Первый почётный паж - 1727–1734: Джон Фицуильям; - 1734–1739: Филипп Робертс; - 1739–1745: Чарльз Чемберлайн; - 1745–1748: Уильям Трион; - 1748–1753: Джон Дженкинсон; - 1753–1760: достопочтенный Джон Бинг. | Второй почётный паж - 1727–1731: Генри Пэнтон; - 1731–1735: Генри д'Арси; - 1735–1739: Джон Ашбернем; - 1739–1744: Блюэтт Уоллоп; - 1744–1747: достопочтенный Уильям Хау; - 1747–1751: достопочтенный Джордж Уэст; - 1751–1755: Уильям Филдинг - 1755–1760: достопочтенный Генри Монктон. | Третий почётный паж - 1727–1731: сэр Уильям Ирби, баронет; - 1731–1737: достопочтенный Джон Боскейвен; - 1737–1740: Чарльз Ли; - 1740–1746: Сэндис Милл; - 1746–1747: достопочтенный Джордж Беннет; - 1747–1752: Томас Браднелл; - 1752–1757: Уильям Миддлтон; - 1757–1760: Генри Уоллоп. | Четвёртый почётный паж - 1727–1731: Арчибальд Кармайкл; - 1731–1737: Томас Стиль; - 1737–1741: достопочтенный Чарльз Ропер; - 1741–1746: достопочтенный Уильям Кеппель; - 1746–1748: Чарльз Ноллис; - 1748–1753: Харви Смит; - 1753–1759: Джеймс Батерст; - 1759–1760: Джон Роттсли; |

### Георг III
| Первый почётный паж - 1760–1762: Джеймс Гамильтон; - 1762–1769: Генри Монктон; - 1769–1777: Генри Гревилл; - 1777–1784: Генри Дарелл; - 1784–1793: Джон Невилл; - 1793–1795: Генри Уилсон; - 1795–1803: Чарльз Уилсон; - 1803–1812: Чарльз Гревилл; - 1812–1815: Фредерик Тёрнер; - 1816–1818: Джон Блумфилд; - 1818–1820: Артур Уэлсли. | Второй почётный паж - 1760–1764: Генри Вернон; - 1764–1772: Томас Торотон; - 1773–1781: Джордж Бристоу; - 1781–1789: Джон Мюррей; - 1789–1794: Чарльз Дженкинсон; - 1794–1800: Уильям Дэнси; - 1800–1804: достопочтенный Эдуард Ирби; - 1804–1812: Генри Сомерсет; - 1812–1817: Чарльз Арбатнот ; - 1817–1820: Фредерик Пейджет. | Третий почётный паж - 1760–1761: достопочтенный Эдмунд Бойл; - 1761–1768: Джон Меннерс; - 1768–1772: Фрэнсис Маккензи; - 1772–1777: Ричард Баррингтон; - 1777–1782: Генри Холл; - 1782–1794: Чарльз Уэст; - 1794–1802: Джордж Дэшвуд; - 1802–1808: достопочтенный Генри Стэнхоуп; - 1808–1809: Генри Бакли; - 1809–1815: Филипп Стэнхоуп; - 1816–1820: достопочтенный Уильям Грейвс. | Четвёртый почётный паж - 1760–1768: Доддингтон Эгертон; - 1768–1776: Фрэнсис Чаплин; - 1776–1781: Уильям Сержат; - 1781–1786: Кеннет Говард; - 1786–1791: Джеймс Коберн; - 1791–1794: Эдуард Дрейпер; - 1794–1800: Чарльз Паркер; - 1800–1804: Уильям Уиньярд; - 1804–1810: Ричард Камберленд; - 1810–1816: Генри Мюррей; - 1816–1819: Фредерик Каллинг–Смит; - 1819–1820: Артур Торренс. |

### Георг IV
| Первый почётный паж - 1820–1821: Артур Уэлсли; - 1821–1826: лорд Фредерик Паулет; - 1826–1828: Уильям Херви-Батерст; - 1828–1830: Генри д’Агилар. | Второй почётный паж - 1820–1823: Фредерик Пейджет; - 1823–1826: Уильям Бёртон; - 1826–1830: Фредерик Гамильтон. | Третий почётный паж - 1820–1824: Чарльз Бэгот; - 1824–1830: Артур Сомерсет. | Четвёртый почётный паж - 1820–1825: Артур Торренс; - 1825–1830: Джозеф Хадсон. |

### Вильгельм IV
| Первый почётный паж - 1830–1835: Генри д’Агилар; - 1835–1837: Чарльз Эллис. | Второй почётный паж - 1830–1831: Фредерик Гамильтон; - 1831–1837: Фредерик Стивенсон. | Третий почётный паж - 1830–1832: Артур Сомерсет; - 1832–1837: лорд Хэй. | Четвёртый почётный паж - 1830: Джозеф Хадсон; - 1830–1837: достопочтенный Адольф Грейвс; - 1837: Джеймс Коуэлл. |

### Виктория
| Первый почётный паж - 1837–1839: Чарльз Эллис; - 1839–1844: Чарльз Уимс; - 1844–1852: Джордж Гордон; - 1852–1859: Генри Фаркухарсон; - 1859–1862: Эдмунд Бойл; - 1862–1869: достопочтенный Спенсер Джоселин; - 1869–1871: достопочтенный Фредерик Брюс; - 1871–1876: Виктор Биддалф; - 1876–1881: достопочтенный Виктор Спенсер; - 1881–1884: Перси Каст; - 1884–1890: Эрик Тесиджер; - 1890–1894: достопочтенный Морис Драммонд; - 1894–1901: Джосслин Эгертон; - 1901–1901: Джон Бигге. | Второй почётный паж - 1837–1840: Джордж Кавендиш; - 1840–1847: Генри Бинг; - 1847–1853: Альфред Крофтон; - 1853–1861: Чарльз Фиппс; - 1861–1867: Артур Пейджет; - 1867–1874: Джордж Грей; - 1874–1877: Лоуренс Драммонд; - 1877–1882: Альберт Уэлсли; - 1882–1887: Артур Понсонби; - 1887–1892: Виктор Уэлсли; - 1892–1895: Альберт Кларк; - 1895–1899: достопочтенный Джон Хенникер–Мейджор; - 1899–1901: виконт Торрингтон. | Третий почётный паж - 1837–1839: лорд Килмарнок - 1839–1841: достопочтенный Адольф Чичестер; - 1841–?: Арчибальд Стюарт-Уортли; - 1856–1862: виконт Кафф Касл; - 1862–1868: достопочтенный Артур Литлтон; - 1868–1874: достопочтенный Джордж Сомерсет; - 1874–1879: граф Эдуард Глайхен; - 1879–1883: Фредерик Керр; - 1883–1893: Джеральд Эллис; - 1893: Артур Вуд; - 1893–1896: сэр Альберт Сеймур, баронет; - 1896–1901: достопочтенный Айван Хэй. | Четвёртый почётный паж - 1837–1840: Джеймс Коуэлл; - 1840–1845: Герберт Уилсон; - 1845–1852: Уильям Форбс; - 1852–1859: Джордж Макферсон; - 1859–1866: Генри Лофтус; - 1866–1870: достопочтенный Фредерик Стопфорд; - 1870–1876: Артур Хардиндж; - 1876–1877: Джордж Макдональд; - 1877–1881: достопочтенный Фрэнсис Хэй; - 1881–1883: Джордж Бинг; - 1883–1886: достопочтенный Эдуард Фицрой; - 1886–1890: Сирил Стопфорд; - 1890–1895: Джеффри Стюарт; - 1895–1897: Александр Вуд; - 1897–1901: Гарольд Фестинг. |

### Эдуард VII
| Первый почётный паж - 1901–1904: Джон Бигге; - 1904–1910: достопочтенный Эдуард Ноллис. | Второй почётный паж - 1901–1903: виконт Торрингтон; - 1903–1908: Дональд Дэвидсон; - 1908–1910: Энтони Лоутер. | Третий почётный паж - 1901: достопочтенный Айван Хэй; - 1901–1907: достопочтенный Виктор Александр Спенсер; - 1907–1910: Джордж Лейн. | Четвёртый почётный паж - 1901–1902: Гарольд Фестинг; - 1902–1906: Найджел Легг; - 1906–1908: Эдуард Хардиндж; - 1908–1910: Уолтер Кэмпбелл. |

### Георг V
| Первый почётный паж - 1910–1911: достопочтенный Эдуард Ноллис; - 1911–1917: Эдуард Рид; - 1917–1921: Иэн Мюррей; - 1921–1924: граф Эрн; - 1924–1927: Аллан Маккензи; - 1927–1932: Альфред Хескет-Причард; - 1932–1936: Патрик Крайтон. | Второй почётный паж - 1910–1913: Энтони Лоутер; - 1913–1916: достопочтенный Томас Бранд; - 1916–1919: Эдуард Понсонби; - 1919–1925: Джордж Годфри–Фоссет; - 1925–1932: Невилл Уиграм; - 1932–1935: Колин Маккензи; - 1935–1936: лорд Хершел. | Третий почётный паж - 1910: Джордж Лейн; - 1910–1914: Виктор Харборд; - 1914–1917: Джеральд Ллойд-Верни; - 1917–1919: Ричард Доуноу; - 1919–1923: Henry Ханлоук; - 1923–1927: Майкл Адин; - 1927–1931: Джок Колвилл; - 1931–1935: виконт Эррингтон; - 1935–1936: Джордж Сеймур. | Четвёртый почётный паж - 1910–1913: Уолтер Кэмпбелл; - 1913–1915: Эсшетон Кёрзон-Хау; - 1915–1917: Фрэнсис Стонор; - 1917–1921: Гай Дагдейл; - 1921–1924: Джордж Гордон-Леннокс; - 1924–1930: Гарри Легг-Бурк; - 1930–1933: Дуглас Гордон; - 1933–1936: Джордж Хардиндж. |

### Эдуард VIII
| Первый почётный паж - 1936: Патрик Крайтон. | Второй почётный паж - 1936: лорд Хершел. | Третий почётный паж - 1936: Джордж Сеймур. | Четвёртый почётный паж - 1936: Джордж Хардиндж. |

### Георг VI
| Первый почётный паж - 1936–1940: Роберт Элиот; - 1940–1948: Ни один во время Второй мировой войны; - 1948–1950: лорд Хайд; - 1950–1952: достопочтенный Чарльз Уилсон; - 1952: граф Эрн. | Второй почётный паж - 1936–1940: лорд Хершел. - 1940–1947: Ни один во время Второй мировой войны; - 1947–1951: Джеймс Огилви; - 1951–1952: Джонатан Пиль. | Третий почётный паж - 1936–1940: Джордж Сеймур; - 1940–1946: Ни один во время Второй мировой войны; - 1946–1949: Бернард Гордон-Леннокс; - 1949–1952: Генри Сеймур. | Четвёртый почётный паж - 1936–1938: Джордж Хардиндж; - 1938–1939: Дэвид Стюарт; - 1939–1946: Ни один во время Второй мировой войны; - 1946–1950: Джордж Пейнтер; - 1950–1952: Майкл Энсон. |

### Елизавета II

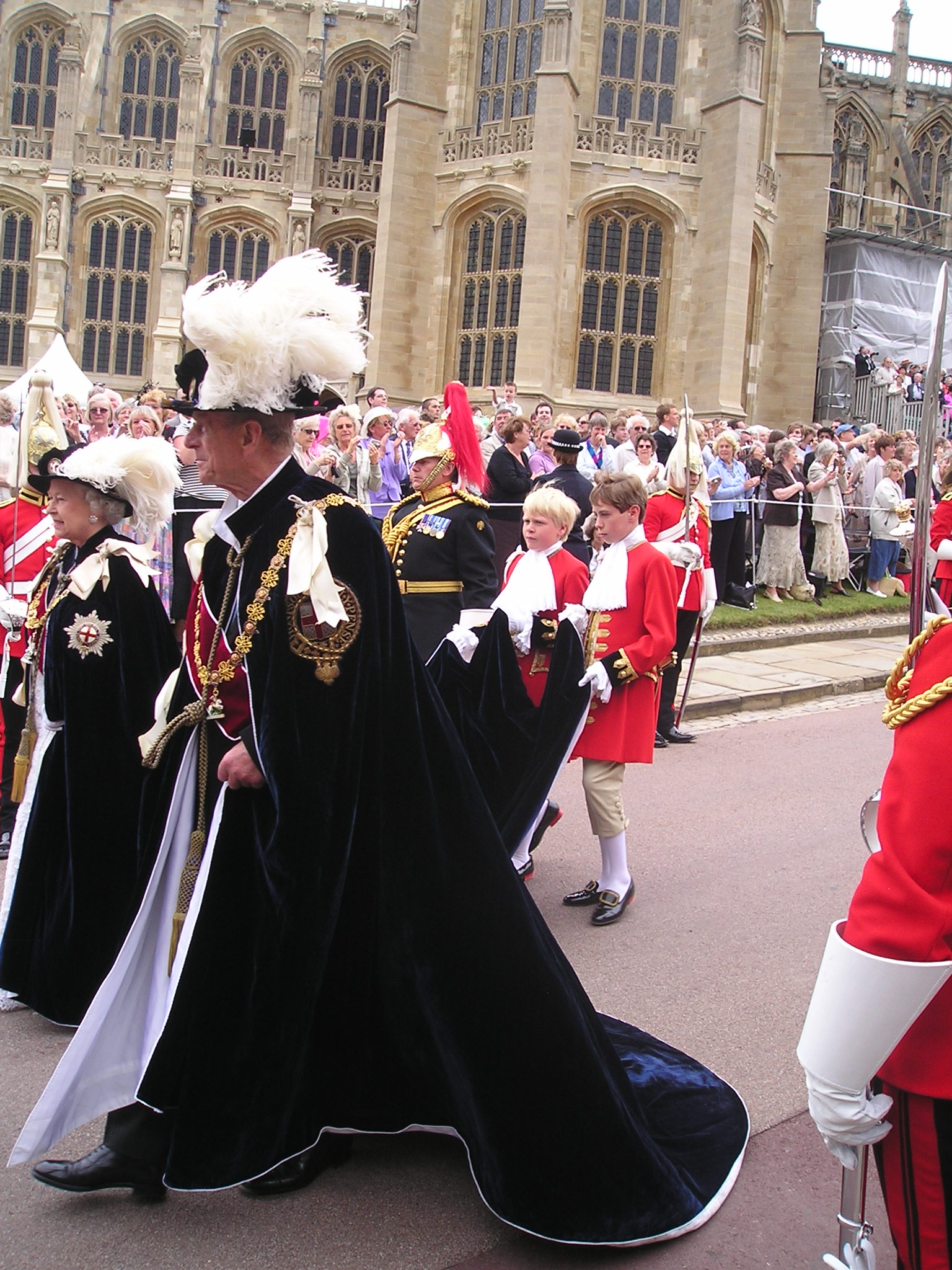
Почётные королевские пажи королевы Елизаветы II.

| Первый почётный паж - 1952–1954: граф Эрн; - 1954–1956: достопочтенный Энтони Трион; - 1956–1959: сэр Марк Палмер, баронет; - 1959–1962: достопочтенный Джулиан Хардиндж; - 1962–1964: граф Льюис; - 1964–1965: лорд Скримджер; - 1965–1967: Дуглас Гордон; - 1967–1970: Кристофер Абель Смит; - 1970–1973: Луис Грейг; - 1973–1976: лорд Левесон; - 1976–1978: Джон Понсонби; - 1979–1983: достопочтенный Томас Кук; - 1977–1983: Джеймс Бассет; - 1983–1986: достопочтенный Эдуард Сесил; - 1986–1988: Бенджамин Гамильтон; - 1988–1990: достопочтенный Эдуард Толлмач; - 1991–1994: Эдуард Дженврин; - 1994–1996: Саймон Рамсей; - 1996–1999: лорд Эскдейл; - 1999–2002: лорд Мальтраверс; - 2002–2004: Арчибальд Янг; - 2004–2008: Джордж Фицрой; - 2008-2012: Джек Соумс; - 2012-2015: Чарльз Армстронг-Джонс; - 2015–2018: Лаклан Легг-Бурк ; - 2018–2022: лорд Каллоден | Второй почётный паж - 1952–1954: Джонатан Пиль; - 1954–1956: Эдуард Эдин; - 1956–1957: Дункан Дэвидсон; - 1957–1958: Эндрю Гордон; - 1960–1962: Дэвид Хьюз-Уэйк-Уокер; - 1962–1963: виконт Ипсвич - 1963–1964: Хинедж Легг-Бурк; - 1964–1966: Кристофер Теннант; - 1966–1968: достопочтенный Гарри Фейн; - 1968–1969: Джон Модсли; - 1969–1971: достопочтенный Дэвид Хикс-Бич; - 1971–1973: Саймон Родс; - 1973–1974: Дэвид Блэнд; - 1974–1976: граф Роксэведж; - 1976–1979: Чарльз Ллойд; - 1979–1981: виконт Карлоу; - 1981–1983: маркиз Лорн; - 1983–1984: достопочтенный Хью Кроссли; - 1984–1988: Малкольм Маклин; - 1988–1991: достопочтенный Чарльз Трион; - 1991–1995: Джеймс Боуз-Лайон; - 1995–1997: достопочтенный Уильям Вести; - 1997–2000: лорд Дангласс - 2000–2004: достопочтенный Джон Боуз-Лайон; - 2004–2008: виконт Гарнок - 2008-2012: лорд Стэнли; - 2012-2015: виконт Эйтри; - 2015–2019: Огастес Стэнхоуп; - 2019–2022: лорд Клод Гамильтон | Третий почётный паж - 1952–1953: Генри Сеймур; - 1953–1955: виконт Карлоу; - 1955–1956: Джон Эйрд; - 1956–1958: лорд Арди; - 1958–1961: Гай Невилл; - 1961–1964: Дэвид Пенн; - 1964–1966: Эдуард Хэй; - 1966–1969: Николас Бэкон; - 1969–1973: достопочтенный Джордж Херберт - 1973–1975: Нейпир Мартен; - 1975–1976: Джеймс Хасси; - 1976–1978: Уильям Освальд; - 1978–1979: Джон Хезелтайн; - 1979–1981: Джеймс Модсли; - 1981–1984: Гай Рассел; - 1984–1987: Гарри Легг-Бурк; - 1987–1989: достопочтенный Роберт Монтгомери; - 1989–1992: Роули Бэринг; - 1992–1995: Рори Пенн; - 1995–1998: Томас Говард; - 1998–2001: виконт Чьютон; - 2001–2005: виконт Гарнок; - 2005–2008: Артур Хасси; - 2008–2009: Майкл Огилви; - 2009-2015: Артур Чатто; - 2015-2018: маркиз Лорн; - 2018–2022: Роберт Брюс. | Четвёртый почётный паж - 1952–1953: Майкл Энсон; - 1953–1956: достопочтенный Саймон Скотт; - 1956–1957: граф Шелберн; - 1957–1959: Оливер Рассел; - 1959–1962: Чарльз Стрейчи - 1962–1964: Саймон Раш; - 1964–1966: Ричард Форд; - 1966–1968: Джеймс Колвилл; - 1968–1971: Александр Колвилл; - 1971–1974: лорд Огилви - 1974–1977: Эдуард Гордон-Леннокс; - 1977–1979: виконт Элторп - 1979–1980: Тайрон Планкет; - 1980–1982: Ричард Литтон-Кобболд; - 1982–1984: маркиз Гамильтон - 1984–1988: Пирс Блюитт; - 1988–1990: лорд Хайд; - 1990–1993: достопочтенный Александр Тренчард; - 1993–1996: достопочтенный Эдуард Лоутер; - 1996–1998: граф Перси - 1998–2003: лорд Карнеги; - 2003–2006: Ксандер Фрейзер; - 2006–2008: Генри Нейлор; - 2008-2012: Эндрю Лиминг; - 2012-2016: Хьюго Берти; - 2016-2018: Томас Халле; - 2018–2022: Макс Боуэн |

### Карл III
Почётными пажами на коронации 2023 года были:
- Его королевское высочество принц Джордж Уэльский, сын Его королевского высочества принца Уэльского;
- лорд Оливер Чамли, сын Дэвида Чамли, 7-й маркиз Чамли, лорда-в-ожидании, бывшего лорда великого камергера;
- Николас Баркли, внук Сары Тротон;
- Ральф Толлмаш, сын достопочтенного Эдуарда Толлмаша и внук 5-го барона Толлмаш[48].

| Первый почётный паж - 2023–по настоящее время: Николас Баркли | Второй почётный паж - 2023–по настоящее время: Ральф Толлмаш | Третий почётный паж - 2023–по настоящее время: Чарльз ван Катсем | Четвёртый почётный паж - 2023–по настоящее время: лорд Оливер Чамли |